# 圓山公園車站
圓山公園車站（日语：／ Maruyama-kōen eki */?）是一位於日本北海道札幌市中央區南1条西25丁目，隸屬於札幌市交通局的地下鐵車站。圓山公園車站是札幌市營地下鐵東西線的沿線車站之一，車站編號T06，其命名由來源自於鄰近的圓山公園。

## 車站構造
地下1樓為閘口，地下2樓為對向式2面2線月台。

### 月台配置
| 月台 | 路線   | 目的地           |
| ---- | ------ | ---------------- |
| 1    | 東西線 | 大通、新札幌方向 |
| 2    | 東西線 | 琴似、宮之澤方向 |

## 相鄰車站
札幌市營地下鐵
 東西線
西28丁目（T05）－圓山公園（T06）－西18丁目（T07）